# Luana Carvalho
Luana Leal de Carvalho (Rio de Janeiro, 22 de fevereiro de 1981) é uma compositora, poeta, escritora e cantora brasileira, filha da também cantora Beth Carvalho com o futebolista Édson Cegonha.
Fez Formação de Escritor no curso de Letras da PUC-Rio e é graduada em artes cênicas pela Casa de Arte de laranjeiras (CAL). Lançou os discos “Branco | Sul”, com produção dela e de Moreno Veloso, em 2017; “Baile de Máscara”, uma homenagem à sua mãe, Beth Carvalho, em 2020; e “Segue O Baile”, também em 2020, ambos produzidos por Kassin. É idealizadora e diretora geral da Casa Cais na FLIP (Paraty) e no FÓLIO (Portugal), em parceria com a produtora e diretora artística Inês Abranches. Tem poemas publicados em antologias de Adriana Calcanhotto, Ramon Nunes Mello e Katia Maciel. Atualmente está terminando seu primeiro livro e, após o sucesso de Andança: Os Encontros e as Memórias de Beth Carvalho, do qual é produtora associada, prepara o longa de ficção biográfica e a série documental de sua mãe, paralelamente.
Luana foi indicada à categoria Melhor Canção do Prêmio da Música Brasileira 2012, com a faixa "Arrasta Sandália", composta por ela com Dayse do Banjo, do cd de Beth Carvalho "Nosso Samba Tá na Rua", em feat com Zeca Pagodinho. A mesma música também entrou na trilha sonora da novela "Balacobaco" da TV Record, nas vozes de Mart'nália e Jair Rodrigues.
Na adolescência, Luana Carvalho fez backing vocal para a mãe durante três anos e chegou a atuar em longas-metragens e novelas.

## Atuação artística

### Música
- 2010 - No Hay Banda - com Jadna Zimmermann, Lucas Marcier e Patrick Sampaio.
- 2011 - Música "Arrasta a Sandália", gravada por Beth Carvalho e Zeca Pagodinho.
- 2012 - Composição do samba da campanha Rio Carnaval Sem Preconceito para a Prefeitura do Rio de Janeiro.
- 2013 - Trilha sonora original da peça "O Teatro É Uma Mulher".
- 2017 - Álbum duplo "Branco | Sul"- produzido Moreno Veloso e Luana Carvalho
- 2020 - Álbum "Baile de Máscara" - produzido por Kassin, em homenagem a Beth Carvalho
- 2020 - Álbum "Segue o Baile" - produzido por Kassin, um olhar poético para o funk brasileiro dos anos 90/2000

### Livros
- É Agora Como Nunca: Antologia incompleta da poesia contemporânea brasileira – organização de Adriana Calcanhotto; Ed. Companhia das Letras
- Tente Entender O Que Tento Dizer – organização de Ramon Nunes Mello; Ed. Bazar do Tempo
- Alto-Mar – organização de Katia Maciel; Ed. 7 Letras

### Cinema
- 2002 - Peter Pan - De Volta à Terra do Nunca (dublagem)
- 2006 - Mulheres do Brasil
- 2006 - O Passageiro - Segredos de Adulto